# 網頁標準計劃
網頁標準計劃（英語：Web Standards Project）是一個由網頁開發人員所組成自發性組織，致力於推廣支援由全球資訊網協會與其它標準化組織所制訂的網頁標準。

## 組織
網頁標準計劃由George Olsen、Glenn Davis和Jeffrey Zeldman於1998年創立。該組織目的在於說服Microsoft、Netscape與Opera等瀏覽器廠商完全支援HTML、CSS和ECMAScript。採用這些標準設計與開發網站，藉此降低網頁開發的成本與複雜度，並確保網頁的可讀性。
小組領導人：
- George Olsen（1998年–1999年）
- Jeffrey Zeldman（1999年–2002年）
- Steven Champeon（2002年–2004年）
- Molly Holzschlag（2004年–2006年）
- Kimberly Blessing和Drew McLellan（2006年–2008年）
- Derek Featherstone、Aaron Gustafson和Glenda Sims（2008年–2013年）

該組織於2013年3月1日宣布解散。